# Фролов Сергій Володимирович (актор)
Сергі́й Володи́мирович Фроло́в (нар. 23 серпня 1974) — український актор театру кіно та телебачення.

## Біографія
Сергій Фролов народився 23 серпня 1974 року. Його та молодшого брата виховувала сама мати. У юнацькі роки працював таксистом, офіціантом та барменом, півроку навчався в протестантській семінарії. Закінчив Одеське театрально-художнє училище за спеціальністю «режисер театралізованих вистав» (майстерня В. М. Наумцева, 2017), одеську театральну студію «Зустріч», майстерня В. Г. Рібченко (1997—2000).
З 2004 року Сергій Фролов — актор Одеського театру юного глядача ім. Юрія Олеші. З 2007 року знімається в кіно та на телебаченні.
У 2017 році зіграв роль Симона Петлюри в історичному фільмі Олеся Янчука «Таємний щоденник Симона Петлюри».

## Особисте життя
Сергій Фролов був тричі одружений. Має трьох доньок від кожного зі шлюбів.

## Фільмографія
Повнометражні художні прокатні фільми
| Рік  |  | Назва українською                | Роль            |
| ---- |  | -------------------------------- | --------------- |
| 2017 |  | Таємний щоденник Симона Петлюри  | Симон Петлюра   |
| 2019 |  | Кошмарний директор, або Школа №5 | Леонід Пригунов |
| 2023 |  | Мирний-21                        | Бєс             |

Телебачення
| Рік       |     | Назва українською                        | Роль                                                     |
| --------- | --- | ---------------------------------------- | -------------------------------------------------------- |
| 2008      | т/с | Посмішка Бога, або Чисто одеська історія | епізод                                                   |
| 2011      | т/ф | Спрага                                   |                                                          |
| 2011      | т/с | Заєць, смажений по-берлінськи            | Сергій Павлович Кольцов, воєнлікар в санітарному ешелоні |
| 2012      | т/с | Викуп нареченої (фільм 3)                |                                                          |
| 2012      | т/с | Особисте життя слідчого Савельєва        | Геннадій Столбов, наречений                              |
| 2012      | т/с | Одеса-мама                               | оперативник                                              |
| 2012      | т/с | Синдром дракона                          | службовець готелю в Празі                                |
| 2013      | т/с | Рідкісна група крові                     | епізод                                                   |
| 2013      | т/с | Сарана                                   | Антон Сергійович                                         |
| 2013      | т/с | Тест на кохання                          | Семен Шевчук, однокласник Марини, лікар швидкої          |
| 2013      | т/с | Чорні кішки                              | Льоха, оперативник                                       |
| 2013      | т/с | Шулер                                    | Коваль, валютник                                         |
| 2013      | т/с | Нюхач                                    | Сердюков                                                 |
| 2014      | т/с | До побачення, хлопчики                   | батько Саші Воронова                                     |
| 2014      | т/с | Курортна поліція                         | «Арлекін»                                                |
| 2014      | т/с | Сонячний удар                            | чекіст                                                   |
| 2014      | т/с | Син за батька                            | друг Єгора                                               |
| 2014-2016 | т/с | Світло і тінь маяка                      | Лис                                                      |
| 2015      | т/с | Анка з Молдаванки                        | міліціонер                                               |
| 2016      | т/с | 40+, або Геометрія почуттів              | Вовик                                                    |
| 2016      | т/с | Хрещена                                  | Антон                                                    |
| 2016      | т/с | Маестро                                  | Стас                                                     |
| 2016      | т/с | Співачка                                 | Віталій                                                  |
| 2016      | т/с | Пес-2                                    | Макаров                                                  |
| 2016      | т/с | Хазяйка                                  |                                                          |
| 2016-2017 | т/с | Райське місце                            | Семен Назарович Марченко                                 |
| 2017      | т/с | Нюхач-3                                  | Сердюков                                                 |
| 2018      | т/с | Прислуга                                 |                                                          |
| 2019      | т/с | Таємниці                                 | Семен                                                    |
| 2019      | т/с | Сонячний листопад                        |                                                          |
| 2021      | т/с | ангели                                   |                                                          |
| 2021      | т/с | Теорія зла                               | Анатолій Максимович Казновський, професор                |

## Театральні роботи
- «ДОУР» («Досконалий універсальний робот»), А. Шагінян (реж. Л. Арзуньян) — Житель міста
- «Прощавай, яр!», К. Сергієнко, Л. Чутко (2004, реж. В. Наумцев) — Жак-Простак
- «Кіт у чоботях», С. Прокоф'єва, Г. Сапгір (2004, реж. В. Левченко)
- «Я рахую до п'яти», М. Бартенєв (2005, реж. О. Бурлай-Пітерова) — Кріт, Жаба
- «Про Іванушку-дурника», М. Бартенєв (2006, реж. В. Наумцев) — Другий розбійник
- «Кицькин дім», С. Я. Маршак (2006, реж. В. Туманов) — Кошеня
- «Светофорушка», Ігор Коршунов (2007, реж. В. Наумцев) — Іван-дурник, Кат
- «Філумена Мартурано», Едуардо Де Філіппо (2007, реж. В. Наумцев) — Умберто
- «Клїти дурня не забороняється», Ксенія Драгунська (2008, реж. Ю. Пляшкова) — Хлопчик
- «Мауглі», Володимир Волькенштейн за казкою Р. Кіплінга (2008, реж. В. Наумцев) — Вовк
- «ПриКЛЮЧения Буратино», О. Толстой (2009, реж. І. Коршунов) — Буратіно
- «І знову буде місяць травень!», Ю. Петрусевічюте, Ю. Пляшкова (2010, реж. Ю. Пляшкова)
- «Міністр Її Величності», М. Варфоломеєв (2010, реж. Е. Шаврук) — Панталоне
- «Принцеса Пірліпат», Е. Т. А. Гофман (2010, реж. Андрій Горбатий) — Мишачий Король
- «Ніч Святого Валентина», А. Мардань (2011, реж. А. Маслов) — Гість
- «Дорога Памела», Дж. Патрик (2011, реж. В. Наумцев) — Бред Венер
- «Вверх ногами», Ксенія Драгунська (2012, реж. Ю. Пляшкова) — Розбійник
- «Найкращий Карлсон», А. Ліндгрен (2012, реж. І.Охотниченко) — Карлсон
- «Біля ковчегу о восьмій», Ульріх Хуб (2012, реж. Яніна Крилова) — Третій Пінгвін
- «Варшавська мелодія» (2012, реж. Сергій Дубровін) — Віктор
- «Таємниця королівської мантії» («Дерев'яний король»), В. Зимін (2013, реж. Юрій Глухарьов) — Піф